# Liste der Botschafter der Vereinigten Staaten in Burkina Faso

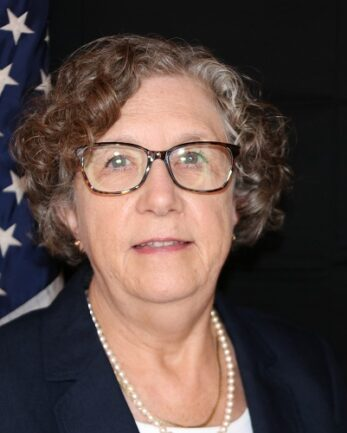
Sandra E. Clark, derzeitige Botschafterin in Burkina Faso

Der Botschafter der Vereinigten Staaten von Amerika in Burkina Faso ist der bevollmächtigte Botschafter der Vereinigten Staaten von Amerika in Burkina Faso.

## Botschafter
| Amtszeit  | Name                        | Bemerkungen                                                                                          |
| --------- | --------------------------- | --- |
| 1960      | Donald Richard Norland      | Gleichzeitig Chargé d’Affaires ad interim in Niger, Benin und Elfenbeinküste, stationiert in Abidjan |
| 1960–1961 | Robert Borden Reams         | Gleichzeitig Botschafter in Niger, Benin und Elfenbeinküste, stationiert in Abidjan                  |
| 1961–1966 | Thomas Stuart Estes         | |
| 1966–1969 | Elliott Percival Skinner    | |
| 1969–1971 | William E. Schaufele junior | |
| 1971–1974 | Donald Boyd Easum           | |
| 1974–1978 | Pierre Robert Graham        | |
| 1978–1980 | Thomas David Boyatt         | |
| 1980–1981 | Larry C. Grahl              | Chargé d’Affaires ad interim                                                                         |
| 1981–1984 | Julius Waring Walker Jr.    | |
| 1984–1987 | Leonardo Neher              | |
| 1987–1990 | David H. Shinn              | |
| 1991–1993 | Edward P. Brynn             | |
| 1993–1996 | Donald J. McConnell         | |
| 1996–1999 | Sharon P. Wilkinson         | |
| 2000–2002 | Jimmy J. Kolker             | |
| 2002–2005 | J. Anthony Holmes           | |
| 2006–2009 | Jeanine Elizabeth Jackson   | |
| 2010–2013 | J. Thomas Dougherty         | |
| 2013–2016 | Tulinabo Salama Mushingi    | |
| 2016–2020 | Andrew R. Young             | |
| 2020–     | Sandra E. Clark             | |